# Distretto regionale di Thompson-Nicola
Il distretto regionale di Thompson-Nicola (TNRD) è un distretto regionale della Columbia Britannica, Canada di 122 286 abitanti, che ha come capoluogo Kamloops.

## Comunità
- Città e comuni
  - Ashcroft
  - Cache Creek
  - Chase
  - Kamloops
  - Logan Lake
  - Lytton
  - Merritt
- Aree esterne ai comuni
  - Thompson-Nicola A
  - Thompson-Nicola B
  - Thompson-Nicola E
  - Thompson-Nicola I
  - Thompson-Nicola J
  - Thompson-Nicola L
  - Thompson-Nicola M
  - Thompson-Nicola N
  - Thompson-Nicola O
  - Thompson-Nicola P